# Pétur Guðmundsson
Karl Pétur Guðmundsson (Reikiavik, 30 de noviembre de 1958) es un exjugador y entrenador de baloncesto islandés que disputó cuatro temporadas en la NBA, además de jugar en su país, en la CBA y la USBL. Con 2,18 metros de estatura, jugaba en la posición de pívot.

## Trayectoria deportiva

### Universidad
Jugó durante tres temporadas con los Huskies de la Universidad de Washington, en las que promedió 6,7 puntos y 4,3 rebotes por partido.

### Profesional
Dejó la universidad en 1980 para regresar a su país para jugar con el Valur Reykjavík, donde en una temporada promedió 16,7 puntos por partido. Fue elegido en la sexagésimo primera posición del 1981 por Portland Trail Blazers, con los que jugó una temporada como suplente de Mychal Thompson, promediando 3,2 puntos y 2,7 rebotes por partido.
Al término de la temporada fue traspasado a Detroit Pistons, pero no llegó a fichar por el equipo, regresando a su país para jugar dos temporadas en el ÍR Reykjavík. En su última temporada ejerció también de entrenador.
Volvió a los Estados Unidos en 1985, jugando en la CBA, hasta que, perteneciendo a la plantilla de los Kansas City Sizzlers, le fue denegado el permiso de trabajo por el Servicio de Inmigración y Naturalización alegando que no podía justificar la concesión de un extranjero un trabajo que de otro modo podrían ir a un estadounidense, ya que Gudmundsson carecía de "prestigio y gran habilidad". Afortunadamente para él, mediada la temporada fue contratado por diez días por Los Angeles Lakers, que acabaron renovándole hasta final de temporada donde jugó 8 partidos en los que promedió 7,3 puntos y 4,8 rebotes.
En 1987 fue traspasado, junto con Frank Brickowski y dos futuras rondas del draft a San Antonio Spurs, a cambio de Mychal Thompson. En su primera temporada en el equipo texano promedió 5,7 puntos y 4,7 rebotes por partido. Al año siguiente jugó únicamente cinco partidos, y tras ser cortado regresó a las ligas menores estadounidenses, y posteriormente a su país de origen, donde acabaría retirándose.

### Entrenador
De junio a octubre de 2000 entrenó en Islandia al Valur.
Luego fue el entrenador de los Kongsberg Penguins de la BLNO durante la temporada 2001–02.
El 4 de septiembre de 2002 firma por el Þór Akureyri. Tuvo que abandonar el club por problemas económicos.
Para la temporada 2003-04 se convierte en el técnico principal del equipo femenino de UMF Grindavík, llegando a ser elegido como entrenador del All-Star.

## Estadísticas de su carrera en la NBA

### Temporada regular
| Temporada | Edad | Equipo                 | Liga | P   | TIT | MIN  | TC  | TCA | %TC  | 3P  | 3PA | %3P   | TL  | TLA | %TL  | R.OF. | R.DEF. | REB | ASIS | ROB | TAP | PER | FP  | PTS |
| 1981-82   | 23   | Portland Trail Blazers | NBA  | 68  | 6   | 12.4 | 1.2 | 2.4 | .500 | 0.0 | 0.0 | 1.000 | 0.8 | 1.1 | .684 | 0.8   | 2.0    | 2.7 | 0.9  | 0.2 | 0.4 | 1.1 | 2.4 | 3.2 |
| 1985-86   | 27   | Los Angeles Lakers     | NBA  | 8   | 2   | 16.0 | 2.5 | 4.6 | .541 | 0.0 | 0.0 |       | 2.3 | 3.4 | .667 | 2.1   | 2.6    | 4.8 | 0.4  | 0.4 | 0.5 | 1.4 | 3.1 | 7.3 |
| 1987-88   | 29   | San Antonio Spurs      | NBA  | 69  | 9   | 14.7 | 2.0 | 4.1 | .496 | 0.0 | 0.0 | .000  | 1.7 | 2.1 | .807 | 1.3   | 3.3    | 4.7 | 1.2  | 0.3 | 0.9 | 1.5 | 2.9 | 5.7 |
| 1988-89   | 30   | San Antonio Spurs      | NBA  | 5   | 3   | 14.0 | 1.8 | 5.0 | .360 | 0.0 | 0.0 |       | 0.6 | 0.8 | .750 | 1.0   | 2.2    | 3.2 | 1.0  | 0.2 | 0.2 | 1.6 | 3.0 | 4.2 |
| Total     |      |                        | NBA  | 150 | 20  | 13.7 | 1.7 | 3.4 | .494 | 0.0 | 0.0 | .500  | 1.3 | 1.7 | .754 | 1.1   | 2.6    | 3.8 | 1.0  | 0.2 | 0.6 | 1.3 | 2.7 | 4.6 |

### Playoffs
| Temporada | Edad | Equipo             | Liga | P  | MIN | TCA | TC | 3PA | 3P | TLA | TL | R.OF. | REB | ASIS | ROB | TAP | PER | FP | PTS | %TC  | %3P  | %FT  | MIN | PTS | REB | AST |
| 1985-86   | 27   | Los Angeles Lakers | NBA  | 12 | 111 | 16  | 27 | 0   | 2  | 10  | 15 | 8     | 26  | 3    | 3   | 4   | 10  | 23 | 42  | .593 | .000 | .667 | 9.3 | 3.5 | 2.2 | 0.3 |
| 1987-88   | 29   | San Antonio Spurs  | NBA  | 2  | 6   | 0   | 2  | 0   | 0  | 0   | 0  | 0     | 0   | 1    | 0   | 0   | 3   | 0  | 0   | .000 |      |      | 3.0 | 0.0 | 0.0 | 0.5 |
| Total     |      |                    | NBA  | 14 | 117 | 16  | 29 | 0   | 2  | 10  | 15 | 8     | 26  | 4    | 3   | 4   | 13  | 23 | 42  | .552 | .000 | .667 | 8.4 | 3.0 | 1.9 | 0.3 |